# Жамби ату
Жамби ату (каз. стріляти по джа́мбу) — святкові змагання казахських воїнів у влучності стрільби. Аналогічні турніри з правилами і назвами, що трохи розрізняються, відомі і в інших тюркомовних народів — киргизькі «жамби атиш» або «джамби атмай», узбецький «алтин кабак», таджицький «кабак». Можливо, у степових сусідів турнір запозичували і на Кавказі — грузинські та вірменські кабахі. Співзвучні тюркським варіантам і японські «ябусаме».
У всіх цих змаганнях, незважаючи на відмінності, можна побачити ключову схожість: цінний приз (джамби — це торговий злиток срібла вагою в 1,88 кг) встановлювався на певній висоті; учасник, який збивав із певної відстані та положення приз, забирав його собі. Для збереження призу потрапити потрібно було не в нього, а в його кріплення (жилу, ремінець, мотузку, жердину), або використовувати притуплену зброю.
Учасник міг бути пішим чи кінним, використовувати дротик, спис, лук, рушницю чи пістолет. — Правила могли змінюватись залежно від обставин, масштабу свята, статусу господарів та гостей. Але незмінно, що цінніше приз, тим важче його отримати. Найважче перебити підвіску з призом пострілом з коня на повному скаку, коли потрібен не лише вищий рівень інтуїції стрільця, а й такий самий рівень керування конем. За всієї різноманітності спорядження та правил саме цей вид змагань мається на увазі в першу чергу при згадці жамби ату та його подоб.
За певних умов (розмір мішені, відстань, швидкість, кількість спроб) перемога вершника в жамби ату це видатне досягнення — тільки чудовий воїн і вроджений лідер здатний на повному скаку пострілом із лука перебити тонкий підвіс і забрати приз вартістю кілька отар овець. Переможець ставав героєм. В епічних оповідях про героїв (наприклад, про Манаса, про Кобланди) серед інших подвигів описуються їхня участь і перемога в жамби ату.

## Походження
Походження змагання жамби ату точно не встановлено. У дослівному перекладі з казахського «жамби ату» означає «стріляти по джамбу». Побічно, відновити історію походження можна з історії джамба, яка дозволяє віднести виникнення турніру або до епохи найвищої могутності монгольської династії Юань (кінець XIII — початок XIV століть), або до періоду маньчжурської династії Цін (XVII—XVIII століття — часу науково встановленого поширення як платіжного засобу на території сучасної Киргизії та її околиць).
Великий ареал змагань, подібних до жамби ату, як і різноманітність їх форм, говорять скоріше на користь «юанської» версії. Легко уявити, як із нагоди весілля дочки або народження сина у ставці князя чингізьких кровей або навіть самого імператора, поряд з іншими розвагами, проводяться змагання кінних лучників із неймовірно щедрим призом; як на цих святах присутні старійшини союзних родів і племен і правителі підданих міст і народів, які, роз'їжджаючись, прагнуть влаштувати такі самі змагання; яким, у свою чергу, у міру своїх можливостей наслідують вже їхні васали.
Так «стрільба по злитку», поступово поширюючись, ставала все менш впізнаваною, то спрощуючись до дитячої стрільби по шкіряних мішечках «на рахунок» («Стрільба в сур»), то височіючи до релігійного ритуалу-церемонії («Ябусаме»). Отримують пояснення та глибоке проникнення турніру в культуру кочових народів, їхніх нащадків та сусідів, і «народний» характер змагань, та їхній досить високий престиж.

## Правила
До XX століття строгих правил не існувало. Однак, на території сучасних Киргизії (жамби атиш) та Казахстану (жамби ату) звичайним було змагання на дистанції ≈150-160 м («100 луків»), з біговою доріжкою шириною ≈5 м і з «призом», підвішеним на висоті 4 -6 м від землі на Г-подібному стовпі; власне «приз» найчастіше був срібним диском або півмісяцем розміром 20-25 см; стовп з мішенню розташовувався ≈50 м до фінішної межі та ≈30-45 м («20-30 луків») ліворуч від бігової доріжки; давались дві спроби.
У другій половині XIX століття, після Кримської війни, коли загони кочових лучників, мобілізованих згідно з союзними договорами, були визнані зовсім застарілими і озброєння воїнів луком було офіційно заборонено, з'явилися змагання кінних стрільців іі рушницями — «Жамби атмай», при яких розташування мішені стало помітно вище (до 12 м).
Як і з жамби атмай, деякі комплекси правил закріплювалися в окремі види жамби ату — айкабак ату, алтинкабак ату, жамби асик тощо.

## Модернізація та відродження
За комуністичного режиму на території СРСР жамби ату як жива і значуща традиція занепала. Багато навичок та секретів верхової стрільби опинилися на межі забуття. Однак із здобуттям республікою Казахстану незалежності (1991 рік) інтерес до цього виду змагань став швидко відроджуватися. Приблизно в цей час у довідниках досить несподівано набув поширення стійкий опис правил жамби ату як змагань вершників із списом.: 
На ігровому майданчику (доріжці іподрому) з інтервалами у 25 м встановлюють 5 станків, на яких розміщують спис, м'яч, кільце діаметром 0,5 м, гранату і знову кільце. Крім того, між першим і другим станком на землі ставлять мету завдання уколу списом.

Учасники гри (шість осіб від кожної команди) вишиковуються за 50 м від першого станка. За сигналом судді учасники по черзі пускають коней у чвал і, підскакавши до першого станка, схоплюють спис, яким завдають уколи по предмету на землі і м'ячу, після чого кидають спис у кільце; з наступного станка хапають гранату та кидають її в останнє кільце.— Погорєлова О. В. «Народные конноспортивные игры»
Використання «гранати» як метального снаряда, як і взагалі даний комплекс правил, вважатимуться варіантом модернізації жамби ату. Однак поряд зі спробами створити та популяризувати оновлений вид жамби ату, відроджуються і «класичні» змагання кінних стрільців із лука.
У 2013 році створено «Міжнародну Асоціацію традиційних видів спорту тюркських народів» зі штабом в Астані, серед інших завдань асоціація оголосила і завдання відродження традицій жамби ату. З 2014 року у Казахстані проводяться республіканські чемпіонати серед юніорів, відкриваються секції жамби ату при ДЮСШ. У 2015 у складі Казахської Федерації з національних видів спорту утворено «Федерацію „Жамби ату“». У 2017 році в Астані проведено перший міжнародний турнір з жамби ату «Алтин жебе» («Золота стріла»), у якому взяли участь 20 спортсменів з 11 країн.

## Правила на турнірі 2017
До появи в Астані у 2013 році організації, яка офіційно зайнялася розвитком жамби ату («Міжнародної Асоціації традиційних видів спорту тюркських народів»), суворих, чітких правил цього змагання не існувало. У зв'язку з наміром проводити регулярні чемпіонати та турніри з жамби ату, постає завдання такі правила авторитетно сформулювати. Поки цього не сталося, можна орієнтуватися на правила першого міжнародного турніру з жамби ату, що відбувся 12-13 серпня 2017 р. в Астані.
Турнір проводився в три етапи.
Перший етап, «Шапшаңату» («Швидкий постріл»): учасник верхи на коні стає на межі вогню і по команді судді починає стрільбу. На стрільбу дається 10 секунд. Червоне коло мішені — 3 очки, жовте — 2, синє — 1.
Другий етап, «Қалқан ату» («Стрільба по щитах»): на дистанції у 35 метрів один за одним встановлені 3 мішені; рухаючись чвалом уздовж рубежу вогню, учасники ведуть по них стрільбу. Червоне коло мішені — 5 очок, жовте — 3, синє — 1. По дві спроби.
Фінальний етап, «Жамби ату»: повторюються умови другого етапу, але мішені підвішені і розташовані на відстані 8, 10 і 12 м від рубежу вогню, відповідно «қола жамби» («бронзовий джамб») — 5 очок, «күміс жамби» («срібний джамб») — 10 та «алтин жамби» («золотий джамб») — 15; у другій спробі мішені наближаються до метра. Якщо учасник переб'є стрілою мотузку, що тримає мішень — 20 очок.

## Жамби ату в культурі
У відомому киргизькому епосі «Манас», в епізоді «Тризна по хану Кокетею», описується змагання з жамби ату. Примітно, що змагання проводилися на поминках:
 …гримів барабан, і черговий стрілець намагався збити золотий джамб, але марно: стріли бійців не досягали мети. І знову гримнув барабан — це виїхав Манас. Не відриваючи примруженого погляду від золотого джамбу, він натягнув свій богатирський лук і випустив стрілу. Немов луснули небеса — з таким дзвоном обізвалась тятива богатирського лука і з диким верещанням пішла стріла і перебила золоту жилу, що тримала джамб. І поки дорогоцінний злиток перекидався в повітрі, падаючи з величезної висоти, Манас повернув коня і спритно підхопив джамб на льоту, немов куприк горобця…

У казахському епосі про Кобланди-батира також згадується жамби ату. Тут примітно, що «призом» оголошено весілля з дочкою господаря:
По той бік гори / Є величезна країна, / Править там Коктим Аймак, / Багато тисяч людей у нього. / Народ, що під владою його, / Багато, вільно живе. / Є в нього дочка, ім'я її Кортка, / Витонченістю славиться вона. / Висотою аж до самого місяця / Поставили там стовп, / Золота монета на стовпі. / Хто стрілою монету зіб'є, / Той і візьме красуню Кортку.